# Lotte Loebinger

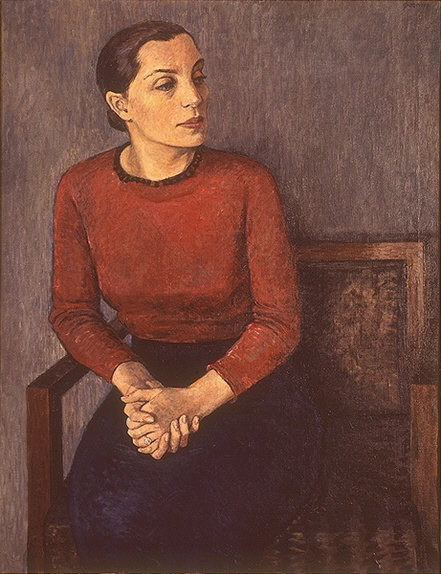
Heinrich Vogeler: Bildnis Lotte Loebinger, Moskau 1936

Lotte Loebinger, auch Lotte Löbinger, (* 10. Oktober 1905 in Kattowitz (Oberschlesien); † 9. Februar 1999 in Berlin) war eine deutsche Schauspielerin.

## Leben
Die Tochter eines später getauften jüdischen Arztes und einer evangelischen Mutter war nach dem Schulbesuch Kindergärtnerin, später Verkäuferin in Kiel. Nach dem frühen Tod der Eltern arbeitete sie im Kommunistischen Jugendverband mit. 1925 begann ihre schauspielerische Laufbahn in Breslau. Danach stand sie vor allem in Berlin auf der Bühne. Von 1929 bis 1931 spielte sie während einer ausgedehnten Tournee des Piscator-Kollektivs durch Deutschland und die Schweiz in dem Stück § 218 (Frauen in Not). In Fritz Langs Klassiker M gab sie 1931 ihr Filmdebüt.
Vor den Nationalsozialisten flüchtete die überzeugte Kommunistin nach Moskau, wo sie Theater spielte und in dem antifaschistischen Film Kämpfer auftrat. Während des Krieges war sie Sprecherin bei Radio Moskau und am Sender „Freies Deutschland“. Nach Ende des Zweiten Weltkrieges kam sie 1945 nach Berlin zurück. Hier spielte sie meist am Deutschen Theater und am Maxim-Gorki-Theater.
In Ost-Berlin spielte sie zunächst am Kleinen Theater unter den Linden, 1950/51 am Deutschen Theater, 1951 am Maxim-Gorki-Theater. Sie spielte 1946 in Gerhard Lamprechts Jugend- und Trümmerfilm Irgendwo in Berlin.
Als Filmschauspielerin erhielt sie zahlreiche Neben- und Hauptrollen bei der DEFA und beim DFF. So war sie in dem DEFA-Klassiker und Märchenfilm Der Teufel vom Mühlenberg von 1955 als Müllerin der Talmühle zu sehen. Sie war als Darstellerin die ideale Arbeitermutter mit sozialistischer Überzeugung; so als die Fürsorgerin Herta Scholz in Frauenschicksale. Als bitter und misstrauisch, aber nicht böse gewordene Bauersfrau Situra trat sie in Kurt Maetzigs Schlösser und Katen auf. Ab 1959 war sie auch in TV-Filmen zu sehen, z. B. 1967 als Mutter Mörschel in Kleiner Mann – was nun? Äußerst gegensätzliche Rollen spielte sie in zwei TV-Filmen von Thomas Langhoff: als schrullige Druckerei-Hilfsarbeiterin Klara in Ich will nicht leise sterben und als bornierte wie sympathische Kleinbürgerin Julia in Guten Morgen, du Schöne! nach einem Tonbandprotokoll von Maxie Wander.
Lotte Loebinger heiratete im Jahr 1927 den Politiker Herbert Wehner. Bereits in der Zeit des sowjetischen Exils trennten sich ihre Wege; die Scheidung wurde erst im November 1952 rechtskräftig.
Loebinger war langjähriges Mitglied der SED und Ehrenmitglied des Maxim-Gorki-Theaters.
Ein von Heinrich Vogeler 1936 gemaltes Porträts Lotte Loebingers (Öl, 100 × 77 cm) befindet sich im Besitz der Nationalgalerie Berlin. und ist als Dauerleihgabe an das Heinrich-Vogeler-Museum, den Barkenhoff, in Worpswede verliehen.

## Weitere Darstellung Lotte Loebingers in der bildenden Kunst
- Karin Sakrowski: Lebensstationen der Schauspielerin Lotte Loebinger (1986/87, Öl; Kunstarchiv Beeskow)

## Filmografie
- 1931: M
- 1932: Das erste Recht des Kindes
- 1932: Eine Stadt steht kopf
- 1934: Der Aufstand der Fischer
- 1936: Kämpfer
- 1946: Irgendwo in Berlin
- 1947: Ehe im Schatten
- 1948: Straßenbekanntschaft
- 1948: Grube Morgenrot
- 1948: Und wieder 48
- 1950: Semmelweis – Retter der Mütter
- 1950: Saure Wochen – frohe Feste
- 1950: Das kalte Herz
- 1952: Frauenschicksale
- 1954: Ernst Thälmann – Sohn seiner Klasse
- 1955: Der Teufel vom Mühlenberg
- 1955: 52 Wochen sind ein Jahr
- 1955: Einmal ist keinmal
- 1956: Schlösser und Katen
- 1957: Jahrgang 21
- 1958: Sie kannten sich alle
- 1959: Musterknaben
- 1960: Der Moorhund
- 1960: Immer am Weg dein Gesicht (Fernsehfilm)
- 1964: Als Martin vierzehn war
- 1965: Engel im Fegefeuer
- 1965: Die Richterin (Fernsehfilm)
- 1967: Kleiner Mann – was nun? (Fernsehfilm)
- 1970: Djamila (Fernsehfilm)
- 1971: Verspielte Heimat
- 1971: Liebeserklärung an G. T.
- 1972: Lützower
- 1973: Der Wüstenkönig von Brandenburg
- 1973: Die Taube auf dem Dach
- 1973: Der Staatsanwalt hat das Wort: Die Kraftprobe (Fernsehreihe)
- 1974: Für die Liebe noch zu mager?
- 1974: Zwischen vierzig und fünfzig (Fernsehfilm)
- 1975: Der Staatsanwalt hat das Wort: Erzwungene Liebe (Fernsehreihe)
- 1977: Auftrag: Überleben (Fernsehfilm)
- 1977: Ablinga (Dokumentarfilm, Sprecherin)
- 1978: Ich will nicht leise sterben (Fernsehfilm)
- 1978: Blanka (Fernsehfilm)
- 1979: Abschied vom Frieden
- 1979: Tull (Fernsehfilm)
- 1979: Karlchen, durchhalten
- 1980: Guten Morgen, du Schöne: Julia (Fernsehfilm)
- 1980: Das Mädchen Störtebeker (TV-Serie)
- 1981: Als Unku Edes Freundin war
- 1982: Der Prinz hinter den sieben Meeren
- 1982: Melanie van der Straaten (Fernsehfilm)
- 1983: Der Mann mit dem Ring im Ohr
- 1984: Der Staatsanwalt hat das Wort: Ein Kartenhaus
- 1984: Drei Schwestern (Fernsehfilm)
- 1985: Mein lieber Onkel Hans (Fernseh-Dreiteiler)
- 1986: Jan auf der Zille
- 1987: Käthe Kollwitz – Bilder eines Lebens
- 1987: Tiere machen Leute (Fernsehserie)
- 1989: Grüne Hochzeit
- 1990: Die Taube auf dem Dach
- 1991: Ein Engel namens Flint (Fernsehserie)
- 1993: Heller Tag
- 1993: Adamski (Fernsehfilm)
- 1994: Ein letzter Wille (Fernsehfilm)

## Theater
- 1948: Konstantin Trenjow: Ljubow Jaworaja – Regie: Hans Rodenberg (Haus der Kultur der Sowjetunion)
- 1949: Anatoli Sofronow: Der Moskauer Charakter – Regie: Hans Rodenberg (Haus der Kultur der Sowjetunion)
- 1953: Konstantin Fjodorowitsch Issajew/Alexander Galitsch: Fernamt …Bitte melden – Regie: Rudolf Wessely (Deutsches Theater Berlin – Kammerspiele)
- 1953: Iwan Popow: Die Familie – Regie: Werner Schulz-Wittan (Maxim-Gorki-Theater Berlin)
- 1953: Harald Hauser: Prozeß Wedding – Regie: Wolfgang Langhoff (Deutsches Theater Berlin)
- 1954: Maxim Gorki: Dostigajew und andere (Äbtissin Melanja) – Regie: Maxim Vallentin (Maxim-Gorki-Theater Berlin)
- 1955: Friedrich Wolf: Das Schiff auf der Donau (Kuliks Frau) – Regie: Maxim Vallentin (Maxim-Gorki-Theater Berlin)
- 1956: Alexander Kornejtschuk: Vertrauen (Warwara) – Regie: Maxim Vallentin (Maxim-Gorki-Theater Berlin)
- 1956: Johannes R. Becher: Der Weg nach Füssen – Regie: Maxim Vallentin (Maxim-Gorki-Theater Berlin)
- 1956: Josef Kajetán Tyl: Das starrsinnige Weib (Müllerin Hirsekorn) – Regie: Karel Palous (Maxim-Gorki-Theater Berlin)
- 1957: Georg Kaiser: David und Goliath (Putzfrau Mackesprang) – Regie: Gerhard Klingenberg (Maxim-Gorki-Theater Berlin)
- 1957: Miroslav Stehlik: Bauernliebe (Baruska) – Regie: Werner Schulz-Wittan (Maxim-Gorki-Theater Berlin)
- 1957: Gert Weymann: Generationen (Mathilde Baum) – Regie: Gert Beinemann (Maxim-Gorki-Theater Berlin)
- 1957: Leonid Rachmanow: Stürmischer Lebensabend – Regie: Werner Schulz-Wittan (Maxim-Gorki-Theater Berlin)
- 1958: Eduardo De Filippo: Lügen haben lange Beine (Carmela) – Regie: Werner Schulz-Wittan (Maxim-Gorki-Theater Berlin)
- 1958: Heiner Müller/Inge Müller: Der Lohndrücker – Regie: Hans Dieter Mäde (Maxim-Gorki-Theater Berlin)
- 1958: Heiner Müller/Inge Müller: Die Korrektur – Regie: Hans Dieter Mäde (Maxim-Gorki-Theater Berlin)
- 1961: Ewan MacColl: Rummelplatz (Soldatenmutter) – Regie: Hans Dieter Mäde (Maxim-Gorki-Theater Berlin)
- 1962: Maxim Gorki: Jegor Bulytschow und andere (Äbtissin) – Regie: Maxim Vallentin (Maxim-Gorki-Theater Berlin)
- 1964: Manfred Bieler: Nachtwache – Regie: Hans-Joachim Martens (Volksbühne Berlin – Theater im III. Stock)
- 1965: Peter Hacks: Moritz Tassow (Landarbeiterfrau) – Regie: Benno Besson (Volksbühne Berlin)
- 1967: Henrik Ibsen: Nora – Regie: Ottofritz Gaillard (Maxim-Gorki-Theater Berlin)
- 1968: Luigi Pirandello: Liolà (Ninfa) – Regie: Hans-Georg Simmgen (Maxim-Gorki-Theater Berlin)
- 1968: Seán O’Casey: Der Stern wird rot (Mutter) – Regie: Kurt Veth (Maxim-Gorki-Theater Berlin)
- 1969: Michail Schatrow: Bolschewiki (Kisass) – Regie: Fritz Bornemann (Maxim-Gorki-Theater Berlin)
- 1975: Maxim Gorki: Die Letzten (Alte Kinderfrau) – Regie: Wolfgang Heinz (Maxim-Gorki-Theater Berlin)
- 1985: Swetlana Alexijewitsch: Der Krieg hat kein weibliches Gesicht – Regie: Kurt Veth (Theater im Palast Berlin)

## Hörspiele
- 1946: Hedda Zinner: Das ist geschehen – Regie: Hedda Zinner (Berliner Rundfunk)
- 1954: Berta Waterstradt: Besondere Kennzeichen: Keine – Regie: Ingrid Fröhlich (Rundfunk der DDR)
- 1955: Lieselotte Gilles/Gerhard Düngel: Der Doktor der Armen (Frau Spiegel) – Regie: Willi Porath (Hörspiel – Rundfunk der DDR)
- 1955: Zdzislaw Skowronski/ Josef Slotwinski: Der Geburtstag des Direktors (Marie Puchalski) – Regie: Helmut Hellstorff (Hörspiel – Rundfunk der DDR)
- 1956: Wolfgang Weyrauch: Die japanischen Fischer (Fischerfrau) – Regie: Hans Goguel (Hörspiel – Rundfunk der DDR)
- 1958: Gerhard Stübe: Das erste Wort (Mutter Brack) – Regie: Helmut Hellstorff (Rundfunk der DDR)
- 1960: Bernhard Seeger: Paradies im Krähenwinkel – Regie: Helmut Hellstorff (Rundfunk der DDR)
- 1960: Helmut Sakowski: Verlorenes Land? (Frau Hörtel) – Regie: Werner Grunow (Hörspiel – Rundfunk der DDR)
- 1960: Käte Seelig: Liebe, Tratsch und Treppensteigen (Frau Jäger) – Regie: Detlev Witte (Hörspiel – Rundfunk der DDR)
- 1961: Bernhard Seeger: Unterm Wind der Jahre (Frau Puhlmann) – Regie: Theodor Popp (Hörspiel – Rundfunk der DDR)
- 1961: Ferenc Taar: Die Schlacht in der Veréb-Gasse (Anna) – Regie: Helmut Hellstorff (Rundfunk der DDR)
- 1963: Manfred Bieler: Nachtwache (Anna Hohmann) – Regie: Helmut Hellstorff (Rundfunk der DDR)
- 1964: Jacques Constant: General Frédéric (Patricia) – Regie: Hans Knötzsch (Rundfunk der DDR)
- 1964: Gerhard Stübe: Cicero contra Schellhase (Berta) – Regie: Helmut Molegg (Hörspiel – Rundfunk der DDR)
- 1967: Petko Todorow: Die Drachenhochzeit (Kräutermarta) – Regie: Wolfgang Brunecker (Hörspiel – Rundfunk der DDR)
- 1968: Maxim Gorki: Pasquarello – Der Redakteur – Regie: Detlef Kurzweg (Kinderhörspiel – Rundfunk der DDR)
- 1971: Heinrich Mann: Die Vollendung des Königs Henri Quatre – Regie: Fritz Göhler (Hörspiel – Rundfunk der DDR)
- 1976: Mark Twain: Die Abenteuer des Huckleberry Finn (Mrs. Phelps) – Regie: Theodor Popp (Kinderhörspiel – Litera)
- 1977: Carlos Coutinho: Die letzte Woche vor dem Fest (Alte Frau) – Regie: Helmut Hellstorff (Hörspiel – Rundfunk der DDR)
- 1979: Joachim Goll: Der Hund von Rackerswill (Oma) – Regie: Werner Grunow (Hörspiel – Rundfunk der DDR)
- 1980: Alfred Matusche: An beiden Ufern (Großmutter) – Regie: Peter Groeger (Hörspiel – Rundfunk der DDR)
- 1980: Ein chinesisches Märchen: Die Spiegel der Himmelsfeen (Erzählerin) – Regie: Karin Lorenz (Kinderhörspiel – Litera)
- 1981: Arne Leonhardt: Jazz am Grab – Regie: Werner Grunow (Hörspielpreis der Kritiker für Autor und Regie 1982 – Rundfunk der DDR)
- 1984: Annelies Schulz: Schiewas Rache oder Die Geschenke der Götter – Regie: Norbert Speer (Kinderhörspiel – Rundfunk der DDR)

## Auszeichnungen
- 1951: Nationalpreis der DDR
- 1977: Heinrich-Greif-Preis III. Klasse
- 1978: Kunstpreis des FDGB im Kollektiv (für Ich will nicht leise sterben)
- 1978: Kunstpreis der Gesellschaft für Deutsch-Sowjetische Freundschaft
- 1979: Vaterländischer Verdienstorden in Gold
- 1984: Karl-Marx-Orden
- 1985: Ehrenmitglied im Verband der Theaterschaffenden der DDR